# Tutti i racconti e i romanzi brevi di H.G. Wells
Tutti i racconti e i romanzi brevi è una raccolta di racconti e di romanzi di fantascienza di H. G. Wells pubblicata nel 1966 dalla casa editrice Mursia e facenti parte della collana I grandi scrittori di ogni Paese divisa in 6 volumi pubblicati tra il 1966 e il 1981.

## Elenco racconti e romanzi
- Tutti i racconti e i romanzi brevi (antologia)
- Presentazione (Introduzione) Il bacillo rubato e altri casi (saggistica, The Stolen Bacillus and Other Incidents) pag.XI

### Il bacillo rubato e altri casi
- Il bacillo rubato (racconto breve, The Stolen Bacillus, Pall Mall Budget, 21 giugno 1894), traduzione di Renato Prinzhofer pag.5
- Fioritura di una strana orchidea (racconto breve, The Flowering of the Strange Orchid, Pall Mall Budget, 2 agosto 1894), traduzione di Renato Prinzhofer pag.11
- All'osservatorio di avu (racconto breve, In the Avu Observatory, Pall Mall Budget, 9 agosto 1894)), traduzione di Renato Prinzhofer pag.18
- Il trionfo di un tassidermista (racconto breve,  The Triumph of a Taxidermist, Pall Mall Gazette, 3 marzo 1894)), traduzione di Renato Prinzhofer pag.24
- Una compravendita di struzzi (racconto breve, A Deal in Ostriches, Pall Mall Budget, 20 dicembre 1894)), traduzione di Renato Prinzhofer pag.28
- Dalla finestra (racconto breve, Trough a Window, Black and White, 25 agosto 1894), traduzione di Renato Prinzhofer pag.32
- La tentazione di Harringay (racconto breve, The Temptation of Harringay, The St. James's Gazette, 9 febbraio 1895), traduzione di Renato Prinzhofer pag.40
- L'uomo volante (racconto breve, The Flying Man, Pall Mall Gazette, dicembre 1893), traduzione di Renato Prinzhofer pag.45
- Il fabbricante di diamanti (racconto breve, The Diamond Maker, Pall Mall Budget, 16 agosto 1894), traduzione di Renato Prinzhofer pag.51
- L'isola dell'Aepyornis (racconto, Æpyornis Island, Pall Mall Budget, 27 dicembre 1894), traduzione di Renato Prinzhofer pag.57
- Il sorprendente caso della vista di Davidson (racconto,  The Remarkable Case of Davidson's Eyes, Pall Mall Budget, 28 marzo 1895), traduzione di Renato Prinzhofer pag.67
- Il dio delle dynamo (racconto breve, The Lord of the Dynamos, Pall Mall Budget, 6 settembre 1894), traduzione di Renato Prinzhofer pag.75
- Furto notturno con scasso a Hammerpond Park (racconto, The Hammerpond Park Burglary, Pall Mall Budget, 5 luglio 1894), traduzione di Renato Prinzhofer pag.82
- La farfalla (racconto, The Moth, Pall Mall Gazette, 28 marzo 1895), traduzione di Renato Prinzhofer pag.88
- Il tesoro nella foresta (racconto, The Treasure in the Forest, Pall Mall Budget, 23 agosto 1894), traduzione di Renato Prinzhofer pag.97

### La storia di Plattner e altre storie
- La storia di Plattner e altre storie (saggistica, The Plattner Story and Others) pag.105
- La storia di Plattner (racconto,  The Plattner Story, The New Review, aprile 1896), traduzione di Renato Prinzhofer pag.107
- Gli argonauti dell'aria (racconto, The Argonauts of the Air, Phil May's Annual, dicembre 1895), traduzione di Renato Prinzhofer pag.123
- Il fu signor Elvesham (racconto, The Story of the Late Mr. Elvesham, Idler, maggio 1896), traduzione di Renato Prinzhofer pag.133
- Nell'abisso (racconto, In the Abyss, 1896), traduzione di Renato Prinzhofer pag.147
- Il pomo (racconto breve, The Apple, 1896), traduzione di Renato Prinzhofer pag.160
- Sotto il bisturi (racconto, Under the Knife), traduzione di Renato Prinzhofer pag.167
- I razziatori del mare (racconto, The Sea Raiders, 1896), traduzione di Renato Prinzhofer pag.178
- Pollock e il Porroh (racconto, Pollock and the Porroh Man, 1895), traduzione di Renato Prinzhofer pag.187
- La camera rossa (racconto, The Red Room, 1896), traduzione di Renato Prinzhofer pag.200
- Il cono (racconto, The Cone, 1895), traduzione di Renato Prinzhofer pag.207
- Il pileo purpureo (racconto, The Purple Pileus, 1896), traduzione di Renato Prinzhofer pag.216
- Come Jane fu piantata in asso (racconto breve, The Jilting of Jane, Pall Mall Budget, 12 luglio 1894), traduzione di Renato Prinzhofer pag.226
- Alla moderna: storia d'amore fredda (racconto, In the Modern Vein: An Unsympathetic Love Story), traduzione di Renato Prinzhofer pag.232
- Una catastrofe (racconto breve, A Catastrophe, 1895), traduzione di Paolo Carta pag.240
- L'eredità perduta (racconto breve, The Lost Inheritance), traduzione di Paolo Carta pag.247
- La triste storia di un critico drammatico (racconto breve, The Sad Story of a Dramatic Critic), traduzione di Paolo Carta pag.253
- Un vetrino sotto il microscopio (racconto, A Slip Under the Microscope, 1896), traduzione di Paolo Carta pag.260

### Racconti dello spazio e del tempo
- Racconti dello spazio e del tempo (saggistica, Tales of Space and Time)
- L'uovo di cristallo (racconto, The Crystal Egg, 1897), traduzione di Paolo Carta pag.277
- La stella (racconto, The Star, 1897), traduzione di Paolo Carta pag.291
- Una storia dei giorni futuri (romanzo, A Story of the Stone Age, 1897), traduzione di Paolo Carta pag.345
- L'uomo che poteva compiere miracoli (racconto, The Man Who Could Work Miracles, 1898), traduzione di Paolo Carta pag.415

### Dodici storie e un sogno
- Dodici storie e un sogno (saggistica, Twelve Stories and a Dream)
- Filmer (racconto, Filmer), traduzione di Paolo Carta pag.433
- La bottega magica (racconto, The Magic Shop, 1903), traduzione di Paolo Carta pag.447
- La valle dei ragni (racconto, The Valley of Spiders, 1903), traduzione di Paolo Carta pag.456
- La verità su Pyecraft (racconto, The Truth About Pyecraft, 1903), traduzione di Paolo Carta pag.465
- Il signor Skelmersdale nel paese delle fate (racconto, Mr. Skelmersdale in Fairyland), traduzione di Paolo Carta pag.474
- Il fantasma inesperto (racconto, The Inexperienced Ghost), traduzione di Paolo Carta pag.485
- Jimmy Goggles il dio (racconto, Jimmy Goggles the God, 1898), traduzione di Paolo Carta pag.496
- Il nuovo acceleratore (racconto, The New Accelerator, 1901), traduzione di Paolo Carta pag.506
- La vacanza del signor Ledbetter (racconto, Mr. Ledbetter's Vacation, 1898), traduzione di Paolo Carta pag.518
- Il corpo rubato (racconto, The Stolen Body, 1898), traduzione di Paolo Carta pag.533
- Il tesoro del signor Brisher (racconto, Mr. Brisher's Treasure, 1899), traduzione di Paolo Carta pag.546
- Il cuore della signorina Winchelsea (racconto, Miss Winchelsea's Heart, 1898), traduzione di Paolo Carta pag.555
- Un sogno di Armageddon (racconto, A Dream of Armageddon), traduzione di Paolo Carta pag.570

### Racconti vari
- Racconti vari (Saggistica)
- L'impero delle formiche (racconto, The Empire of the Ants, 1905), traduzione di Renato Prinzhofer pag.595
- Visione del giudizio universale (racconto breve, A Vision of Judgement, 1899), traduzione di Renato Prinzhofer pag.609
- Le corazzate terrestri (racconto, The Land Ironclads, 1903), traduzione di Renato Prinzhofer pag.614
- Il vestito bello (racconto breve, The Beautiful Suit), traduzione di Renato Prinzhofer pag.633
- La porta nel muro (racconto, The Door in the Wall, 1906), traduzione di Renato Prinzhofer pag.637
- La perla d'amore (racconto breve, The Pearl of Love), traduzione di Renato Prinzhofer pag.651
- Il paese dei ciechi (racconto, The Country of the Blind, 1904), traduzione di Renato Prinzhofer pag.655
- La riconciliazione (racconto breve, The Reconciliation), traduzione di Paolo Carta pag.675
- Il mio primo aeroplano (racconto, My First Aeroplan, 1910), traduzione di Paolo Carta pag.681
- Mammina sul Mörderberg (racconto, Little Mother Up the Mörderberg, 1910), traduzione di Paolo Carta pag.690
- La storia dell'ultima tromba (racconto, The Story of the Last Trumpet), traduzione di Paolo Carta pag.699
- L'orribile gente (racconto, The Grisly Folk, 1921), traduzione di Paolo Carta pag.710
- La macchina del tempo (romanzo, The Time Machine, 1895), traduzione di Piccy Carabelli pag.725
- La visita meravigliosa (romanzo, The Wonderful Visit, 1895), traduzione di Francesca Lauri pag.793
- L'isola del dottor Moreau (romanzo, The Island of Dr. Moreau, 1896), traduzione di Maria Alice Puddu pag.891
- L'uomo invisibile (romanzo, The Invisible Man: A Grotesque Romance, 1897), traduzione di Maria Grazia Giovagnoli Vancini pag.983
- Gli astrigeni (romanzo breve, Star Begotten, 1937), traduzione di Lia Spaventa Filippi pag.1095
- Indice pag.1181

## CollanaI grandi scrittori di ogni Paese, pubblicazioni H.G. Wells
- Tutti i racconti e i romanzi brevi (1966) OCLC 859634103
- Avventure di fantascienza (1966) OCLC 955839897
- Storie di fantasia e di fantascienza (1980) OCLC 799828764
- La macchina del tempo e altre avventure di fantascienza (1980) OCLC 797098735
- Il risveglio del dormiente e altre avventure di fantascienza (1980) OCLC 799285121
- La guerra nell'aria e altre avventure di fantascienza (1981) OCLC 799829452

L'opera ripropone romanzi e racconti di Wells pubblicati tra il 1895 e il 1937.
Indtroduzione e saggi sono curati da Ferdinando Ferrara, mentre le traduzioni sono di Renato Prinzhofer, Paolo Carta, Piccy Carabelli, Francesca Lauri, Maria Alice Puddu, Maria Grazia Giovagnoli Vancini e Lia Spaventa Filippi.